# مسكة (طولكرم)
مسكة هي قرية فلسطينية مهجرة عام 1948 تقع في قضاء طولكرم، وتبعد القرية 15 كيلومترًا عن مركز مدينة طولكرم إلى الجهة الجنوبية الغربية.

## الموقع
وهي من قرى قضاء بني صعب (قضاء طولكرم العثماني) وتقع في السهل الساحلي على ارتفاع 50م. وحدها من الجنوب كفر سابا، ومن الغرب خربة عزون (تبصر)، ومن الشمال الغربي الطيرة.

## سبب التسمية
سميت قرية مسكة في قضاء طولكرم بهذا الاسم نسبة إلى قبيلة «مسكة» التي سكنت المنطقة، وهي من القبائل القحطانية التي نزلت فلسطين في صدر الإسلام وقبله بقليل.

## التاريخ
في أواخر القرن التاسع عشر، وصفت مسكة كقرية صغيرة، وقدر عدد سكانها حينها بحوالي 300 نسمة.

## المساحة
بلغت مساحة أراضي قرية مسكة حوالي 8076 دونمًا، إضافة إلى 5882 دونمًا لغابة مسكة.

## السكان
| السنة                  | تعداد 1922 | تعداد 1945 | تعداد 1948 |
| ---------------------- | ---------- | ---------- | ---------- |
| التعداد السكاني للقرية | 440 نسمة   | 880 نسمة   | 1021 نسمة  |

## القرية من الداخل
اشتملت القرية على مسجد ومدرسة للذكور.

## تدمير القرية
خلال نكبة عام 1948، قامت إسرائيل بتدمير القرية بشكل كامل، إضافة إلى تهجير وقتل سكانها، وأقيم في المنطقة مستوطنتا "سدي فاربورغ [الإنجليزية]" و"مشميرت [الإنجليزية]".